# Левинський Іван Іванович

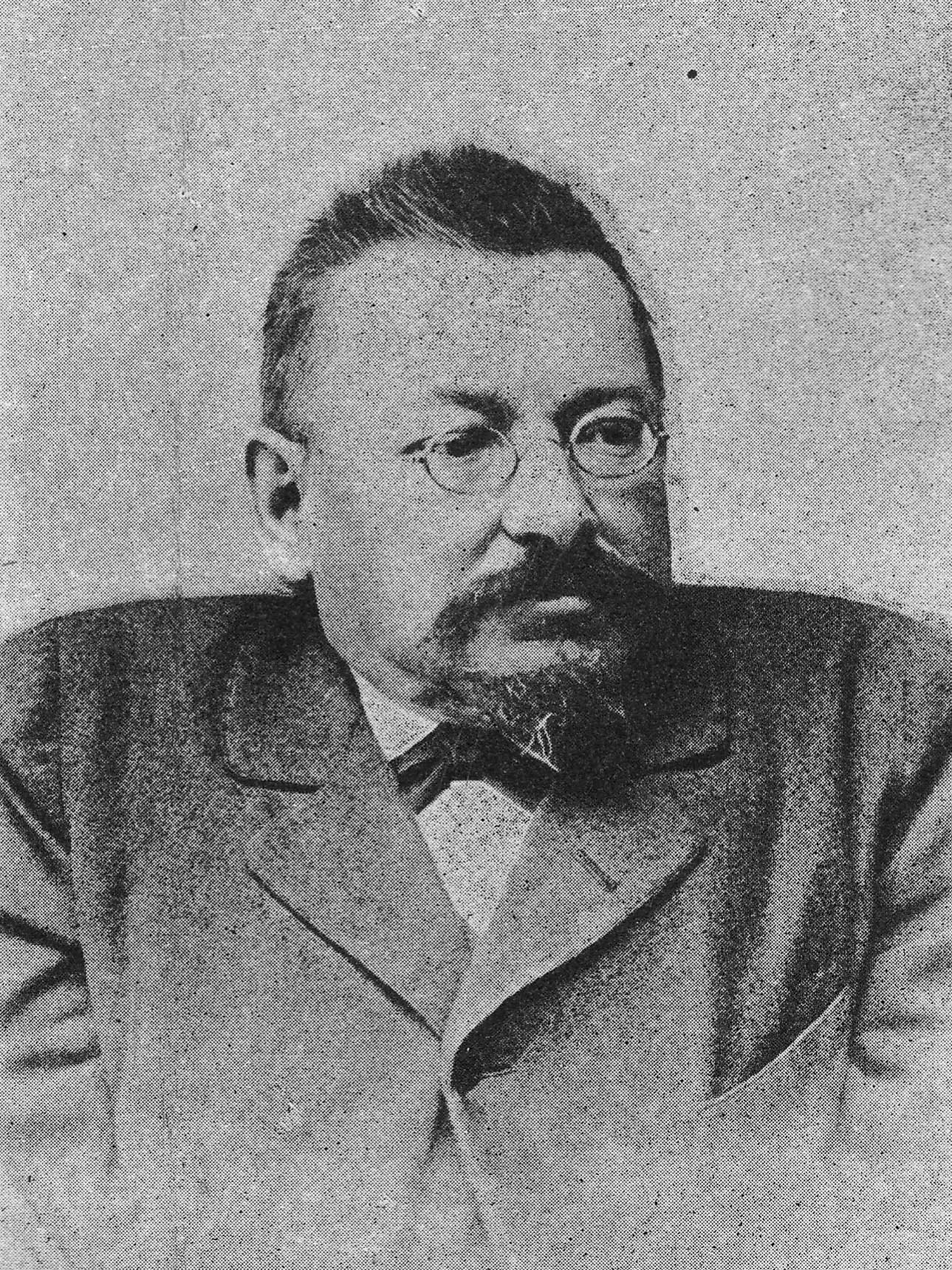

Іва́н Іва́нович Леви́нський гербу Сас (нар. 6 липня 1851, Долина, нині Івано-Франківської області — пом. 4 липня 1919, Львів) — український архітектор, педагог, підприємець, громадський діяч. Почесний громадянин Долини.

## Життєпис
Народився 6 липня 1851 року в с. Долині (Королівство Галичини та Володимирії, Австрійська імперія, нині Івано-Франківської области, Україна) в родині директора народної школи Івана Левинського гербу Сас та його дружини Йозефи з Гаузерів. Після смерті батька, у 1859 році, через скрутне матеріальне становище, мати з дітьми переїхала до Стрия, де змушена була працювати. Там Іван Левинський закінчив чотири класи початкової школи. На подальше навчання не було коштів, тому він був змушений заробляти їх самостійно. Маючи добрий голос, пішов до церкви допомагати дякові співати. За підтримки старшого брата Лева у нього з'явилася можливість переїхати до Львова і закінчити реальну школу, де поряд з основними загальноосвітніми дисциплінами давалися деякі знання технічно-прикладного характеру.
У 1868 році вступив на технічний відділ Технічної академії у Львові, закінчив навчання з відзнакою у 1875 році.
Член і один із засновників Політехнічного товариства, від 1913 — член Українського технічного товариства.
Від 1901 — надзвичайний професор будівництва Вищої технічної школи у Львові, з 1909 — звичайний професор. Після захоплення поляками Львова під час українсько-польської війни був звільнений з роботи, зазнавав утисків від шовіністично налаштованих осіб.
Помер 4 липня 1919 року у Львові (ЗУНР, окупована поляками). Похований на Личаківському цвинтарі Львова, поле № 73.

## Творчість
Творив у стилі українського модерну, іноді — у закопанському стилі (будинок польського товариства «Сокіл» у Коломиї, службове приміщення біля стадіону польського товариства «Сокіл» у Львові (тепер Скіф)). У свої проєкти вносив елементи традицій національного будівництва Гуцульщини, Бойківщини і Наддніпрянщини. У Львові, будинки, спроєктовані і споруджені Іваном Левинським розташовані на сучасних вулицях Генерала Чупринки, Коцюбинського (будинок «Академічної громади». Будинок № 21), Руській (будинок акціонерного товариства «Дністер» — тепер міська поліклініка № 1, вул. Руська, 20), Миколи Лисенка, Ріпина (будинок № 1), Шота Руставелі, Степана Бандери, Максима Кривоноса, проспектах Свободи та Тараса Шевченка, палаци Рильських та Дідушицьких, готель «Жорж», та багато інших. Також проєктував храми, зокрема, греко-католицький у Києві, церкву Архистратига Михаїла у Підберізцях, розписану Модестом Сосенком каплиці, санаторії, лікарні. 1910 року на виставці польських архітекторів у Львові експонував проєкт і модель руського театру, проєкти будинку «Сокола», шпиталів, санаторію, бурси та інших будинків.

## Фабрична діяльність

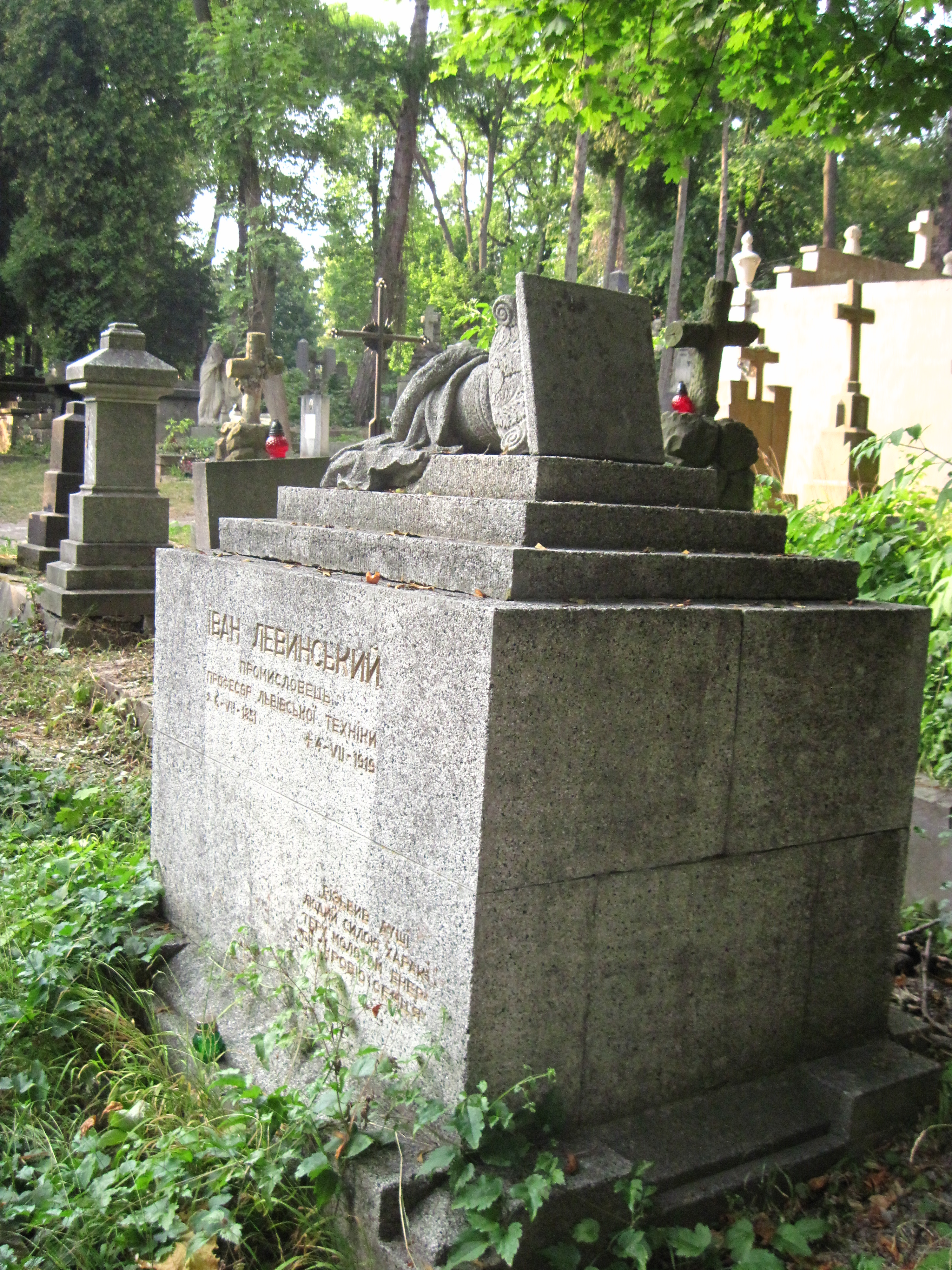
Надгробок Івана Левинського, 2015

Початки фабричної діяльності Івана Левинського (пол. Jan Lewiński) відносяться до 1880-х роках. У 1885 році він, здобувши невеликі фінансові статки на проєктуванні та будівництві, на спілку з Юліаном Захаревичем (пол. Julian Zachariewicz) купив землі так званої Кастелівки в північно-західній частині Львова. На той час це була незабудована площа на околиці міста, поросла деревами та чагарниками. Саме тут, неподалік будинку при сучасній вул. ген. Чупринки, 58, він відкрив крамницю будівельних матеріалів, де поряд з іншим продавалися вироби однієї з найвідоміших керамічних фабрик Європи «Варта і Тіхи» з Праги.
Поступово Левинський починає створення власного виробництва, звернувшись передусім до традиційних промислів. Сучасники вважали, що «одним із тривалих пам'ятників його любові до української народної творчості — це створена ним фабрика кераміки. Для своїх керамічних виробів він використав багату скарбницю української орнаментики і показав світові велику артистичну вартість українського народного мистецтва».
Фабрику на вул. Крижовій (згодом Потоцького, нині Генерала Чупринки, 58) Левинський розпочав будувати у 1888 році. За короткий час за допомогою чеської фабрики, а також своїх колег Юліана Захаревича та Олександра Домашевича Левинський у 1889 року створив конкурентоздатний заклад — «Фабрика кахлевих печей. Іван Левинський». Спочатку це була невелика двоповерхова споруда з устаткуванням та піччю до випалювання кахель, посуду, будівельних оздоб. Працювало тут всього 5 чоловік. Левинський першим звернув увагу на професійний розвиток гончарства і запровадив його до своєї керамічної фабрики через залучення гончарів, потім — професійних керамістів. У 1894 році на фабриці працювало 25 осіб. У двоповерховій споруді були млинки до мелення глини, паровий мотор, печі для випалювання. На фабриці виробляли печі, вазони і вази, дахівку, цеглу, плитки, скульптуру. Найкращі сорти вогнетривких глин привозились із Чехії, гірші з Глинська (біля Жовкви) та Олейова (біля Зборова, нині — Тернопільської області). Через поступове вичерпування глин у цих родовищах у 1910-х роках мав намір перенести фабрику зі Львова в інше місце — зокрема, в Глинське. Попри те, що гончарство у виробництві його фабрики було збитковим, він продовжував його розвивати.
Поступово фабрика розбудовується і стає однією з найбільших у Галичині. У 1912 році, у час її найбільшого піднесення, продукцію виробляли в п'яти відділах: кахлярському; відділі плиток до підлоги та стін; відділі посуду і декоративних ваз; дрібних керамічних виробів; відділі пластики. Фактично кожен з цих відділів працював як незалежний виробничий підрозділ, і в публікаціях галицької преси їх іменували, як «фабрика кахлів», «фабрика будівельної майоліки», «фабрика посуду» тощо.
Одна з найголовніших ділянок фабричної праці І. Левинського, пов'язана з керамікою, стосується виготовлення кахель, нічних гарнітурів, кахельних кухонь, опалювальних та декоративних камінів і т. п. Левинський одним з перших започаткував широке залучення місцевих архітекторів, художників, скульпторів до проєктування оригінальних зразків печей, окремих кахель, гарнітурів. Буквально в два-три роки така практика показала свою дієвість і правильність. Було створено десятки речей як у традиційній західноєвропейській стилістиці, так і з елементами народностильових схем. Композиції печей вирізнялись високою якістю виконання.
Після смерті Івана Левинського фабрикою керував архітектор Броніслав Бауер. У силу непередбачених подій — закінчення світової та українсько-польської війни, хвилі бойкотів на підприємствах — над підприємством повисли великі іпотечні та вексельні борги сумою кількасот тисяч австрійських крон, хоча фабрика і мала гарантійні листи, проте мало хто з боржників фабрики міг і хотів розраховуватися. За декілька років на території фабрики Левинського її будівлі вже займали інші фірми та спілки.

## Вшанування пам'яті

Меморіальна таблиця Іванові Левинському на фасаді наукового ліцею № 1 у місті Долина

1992 року на пошану Івана Левинського названа вулиця у місцевості На Байках (Новий світ) у Львові, а також — у містах Долина та Івано-Франківськ.
У 2019 році до 100-ліття від дня смерті зодчого за ініціативи Спілки архітекторів у Львові було оголошено «Рік Івана Левинського», який був наповнений різноманітними подіями: виставками, тематичними авторськими екскурсіями, цікавою лекційною програмою, дитячими майстер-класами та міжнародною науковою конференцією. Події презентувалися на вузьких львівських вуличках між забудовою Івана Левинського і у виставкових залах Львова, Долини і Відня (Австрія).

## Світлини

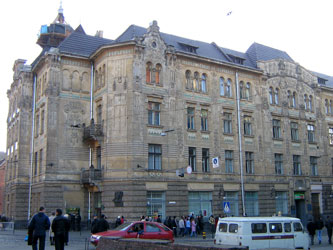
Будинок акціонерного товариства «Дністер»
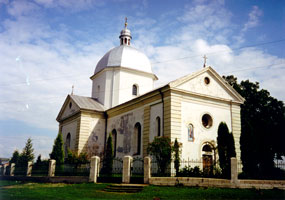
Церква в с. Підберізці
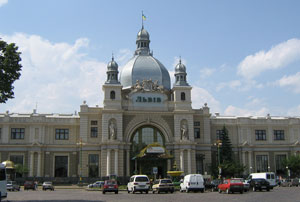
Головний залізничний вокзал у Львові
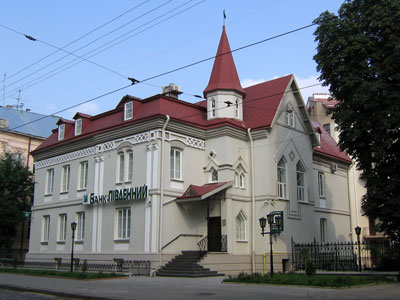
Будинок банку «Південний» на вул. Чупринки, 11
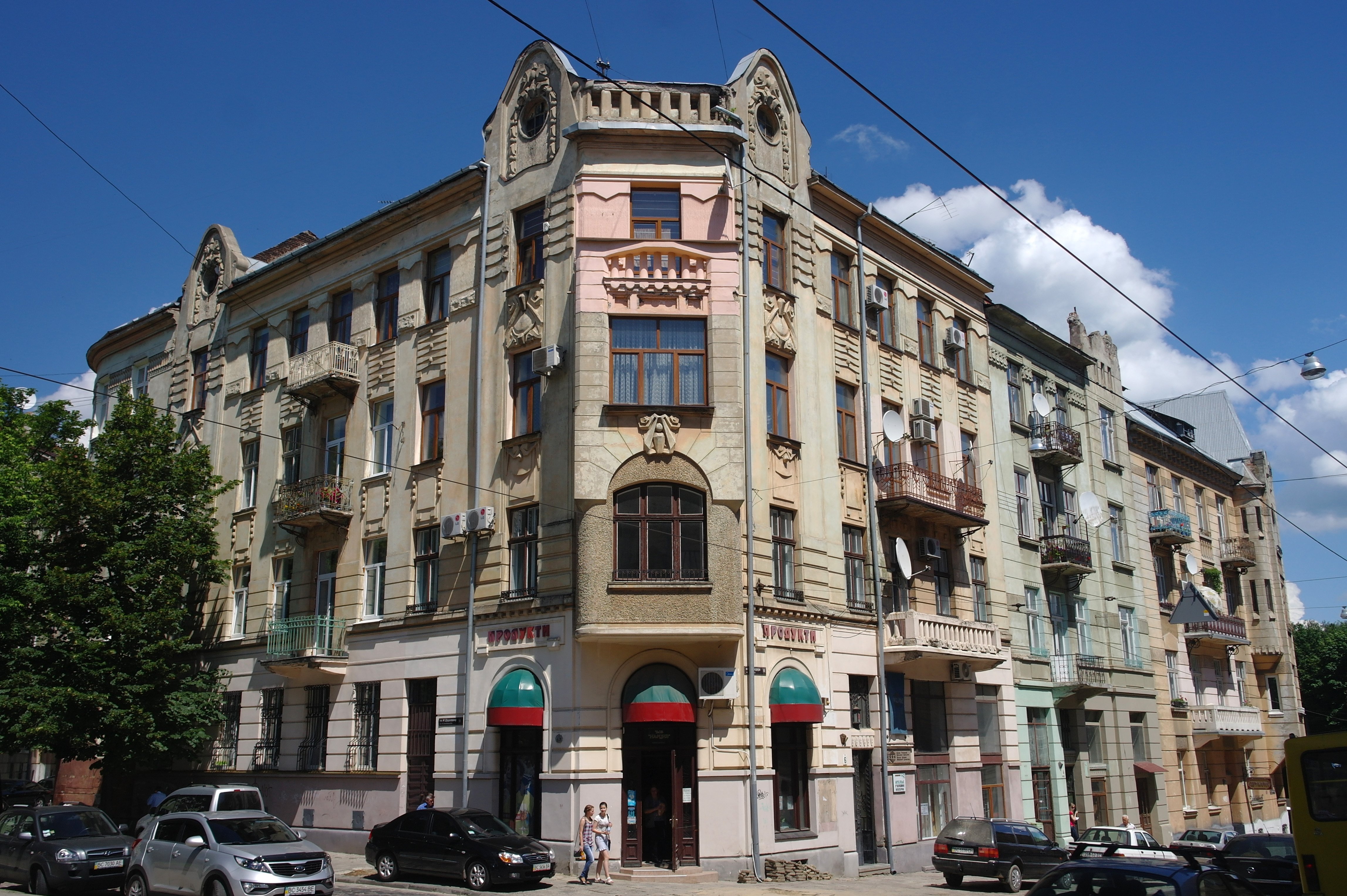
Житловий будинок на вул. Бандери, 6
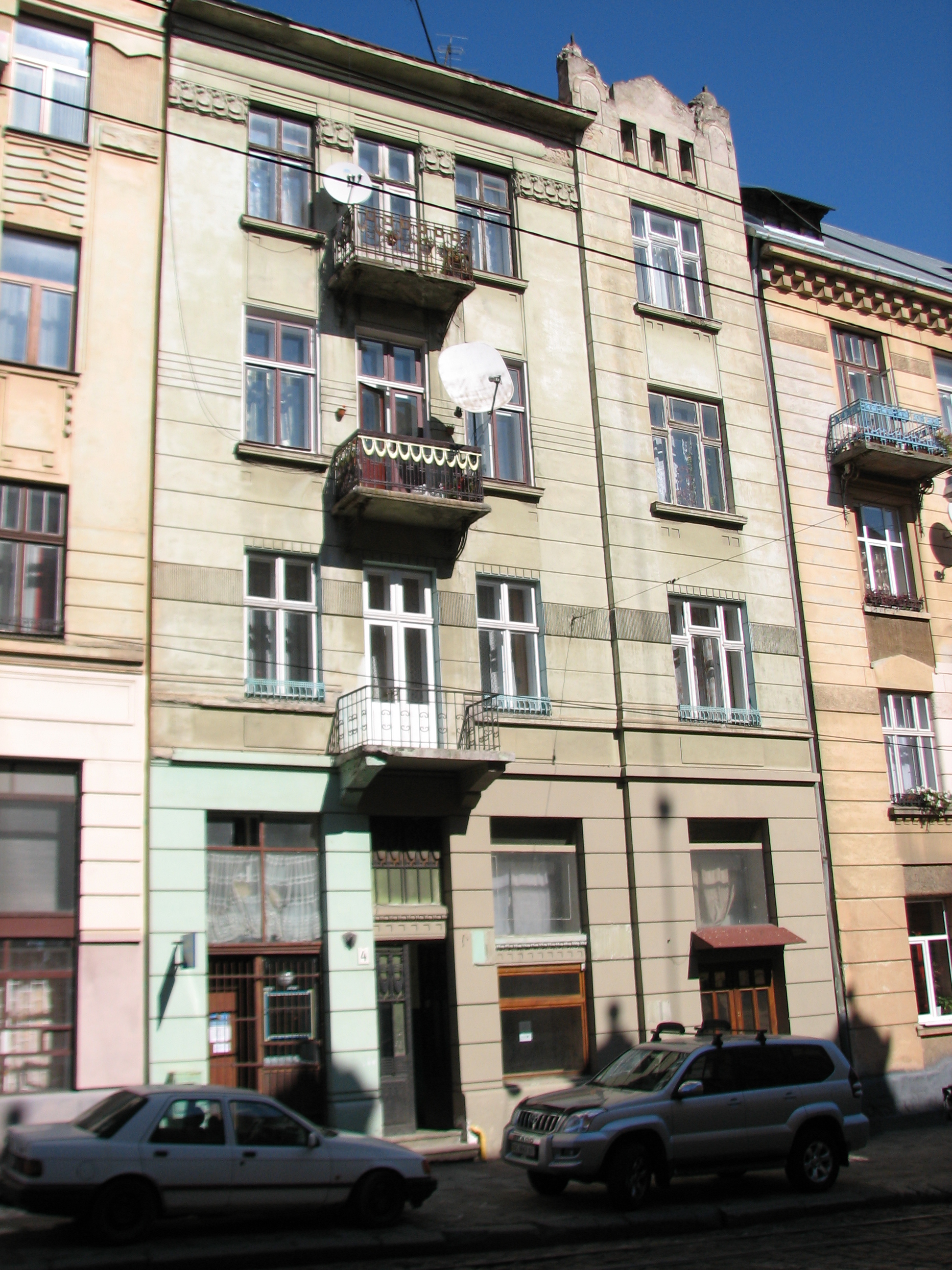
Житловий будинок на вул. Бандери, 4
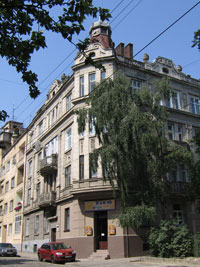
Житловий будинок на вул. Чупринки, 60
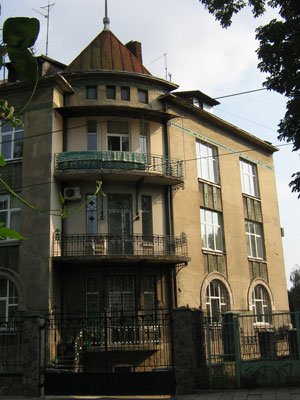
Житловий будинок на вул. Котляревського, 25
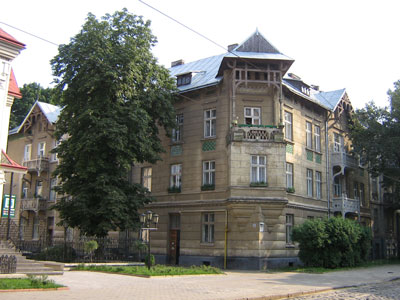
Житловий будинок на вул. Чупринки, 11а
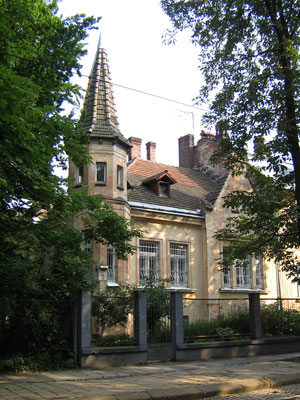
Житловий будинок на вул. Коновальця, 71
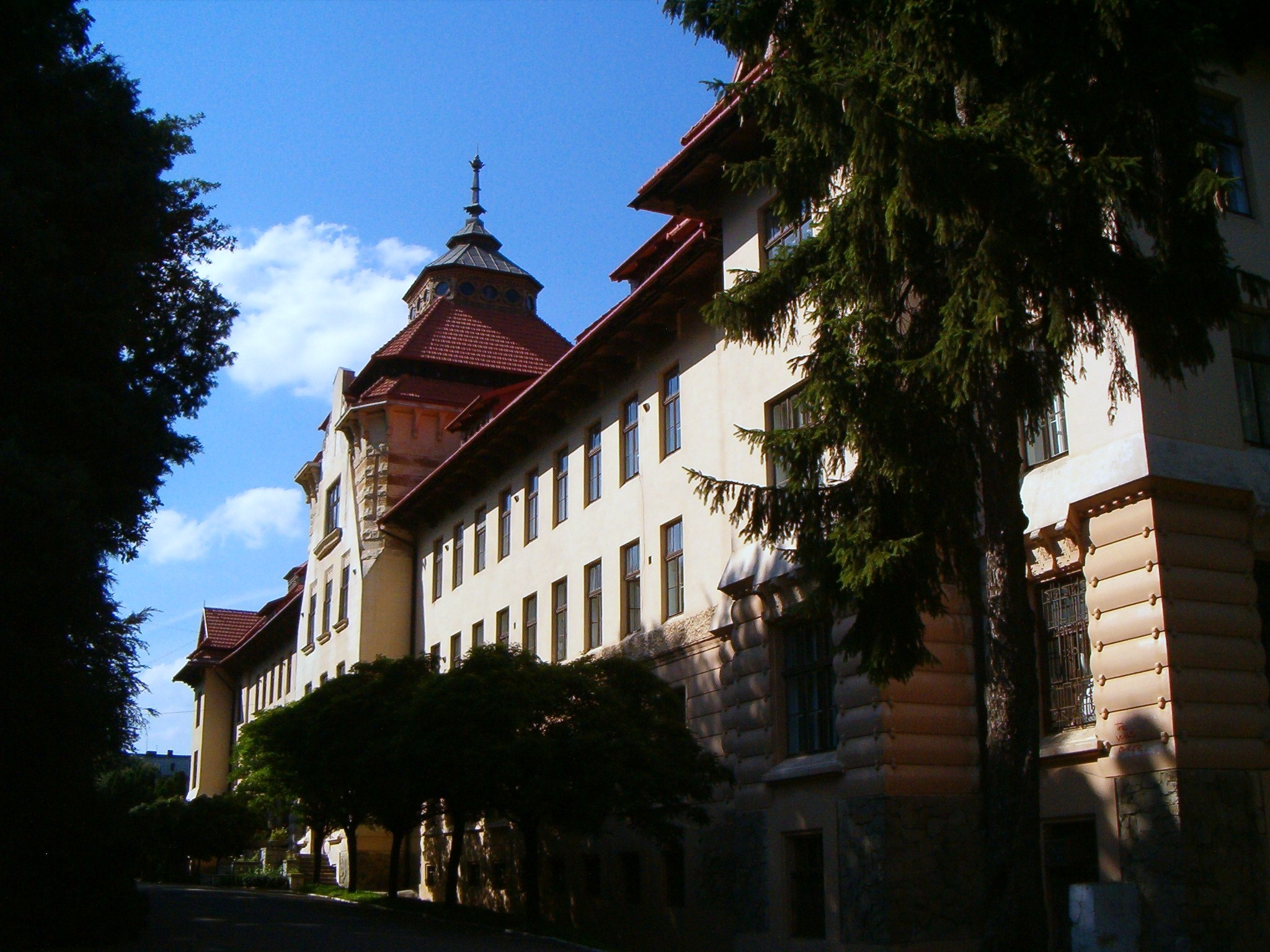
Адміністративний корпус НЛТУУ на вул. Чупринки, 103

## Сім'я
У 1894 році Іван Левинський одружується під Тарновом з Марією Броніковською. В шлюбі дружина народила двоє дітей: син Степан та донька Марія. Степан Левинський (1897—1946) згодом став письменником, подорожував, тривалий час мешкав на Далекому Сході, помер у Франції. Донька Марія (у шлюбі Симова) була випускницею хімічного факультету Львівської політехніки. Про її подальшу долю відомості відсутні.

## Нагороди
- Золотий хрест заслуги з короною (1898)[11].